# Beau Danube
Beau Danube (ursprünglich Le beau Danube bleu für An der schönen blauen Donau) ist der Titel eines Balletts in einem Akt von Léonide Massine (Libretto und Choreografie). Es wurde am 17. Mai 1924 im Théâtre de la Cigale, Paris, uraufgeführt. Die Musik stammt von Johann Strauss (arrangiert von Roger Désormière), das Bühnenbild schuf Wladimir Polunin (nach Constantin Guys), die Kostüme entwarf Comte Étienne de Beaumont.

## Handlung
»Die damals sehr erfolgreiche tänzerische Charakterkomödie spielt im Wiener Prater um 1860, wo es zu einem Flirt zwischen einem wohlbehüteten jungen Mädchen und einem feschen Husaren kommt. In diese Liebelei platzt eine temperamentvolle Straßentänzerin hinein, die Ex-Mätresse des Offiziers. Am Schluss kommt es doch noch zu einer gutbürgerlichen Verlobung.«

## Rezeption
Eine Übernahme in das Repertoire der Ballets Russes de Monte Carlo erfolgte am 15. April 1933. 
»Mit diesem Werk hat Léonide Massine die ganze Welt erobert. [...] Ununterbrochen blieb dieses Ballett auf dem Repertoire des Russischen Balletts während seiner Tourneen kreuz und quer durch die Welt. Alexandra Danilowa als Tänzerin und Tatjana Riabuschinskaja als die Tochter sind gerade mit diesen Rollen international berühmt geworden.« Zu den späteren Aufführungen zählt jene von Waslaw Orlikowsky in Basel 1961 unter dem Titel Wiener G’schichten.